# Shigeru Amachi
Pour les articles homonymes, voir Amachi.
Shigeru Amachi (天知茂, Amachi Shigeru) est un acteur japonais né le 4 mars 1931 et mort le 27 juillet 1985.

## Biographie
Shigeru Amachi a tourné dans près de 130 films entre 1953 et 1984.
Il est le frère cadet du photographe Kaoru Usui.

## Filmographie partielle

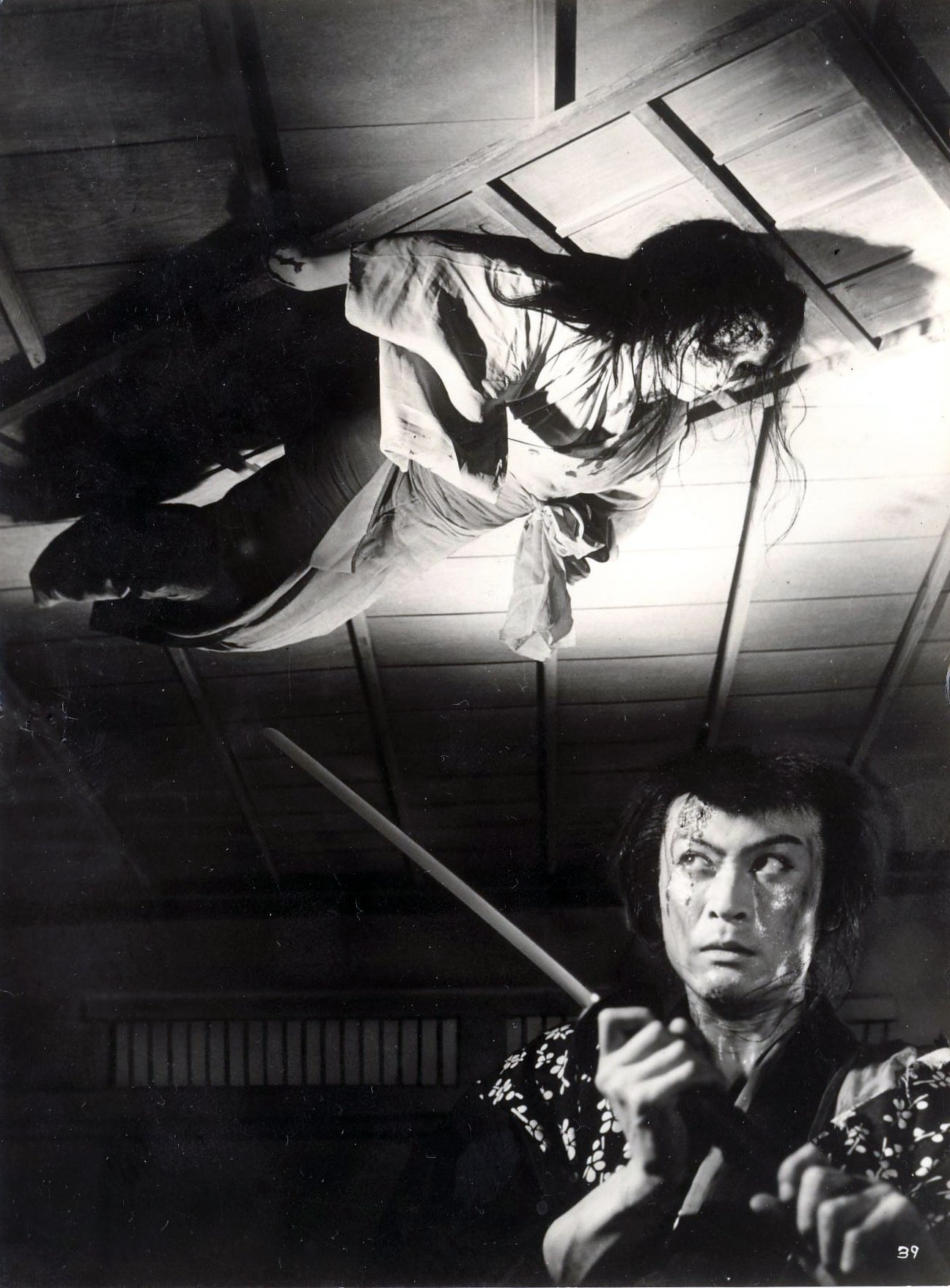
Shigeru Amachi et Katsuko Wakasugi dans Contes fantastiques de Yotsuya (1959).

- 1953 : Dans le bas-quartier de Yokocho (もぐら横丁, Mogura Yokochō?) de Hiroshi Shimizu
- 1953 : Seishun jazu musume (青春ジャズ娘?) de Shūe Matsubayashi : Ishikawa
- 1954 : Toran būran: Tsuki no hikari (トラン・ブーラン 月の光?) de Shūe Matsubayashi : Ishikawa
- 1955 : Le Bar du crépuscule (たそがれ酒場, Tasogare sakaba?) de Tomu Uchida
- 1955 : La Revanche de la Reine Perle (女真珠王の復讐, Onna shinju-ō no fukushū?) de Toshio Shimura : Yūzō Yamauchi
- 1956 : Ningyō sashichi torimonochō: Yōen roku shibijin (人形佐七捕物帖 妖艶六死美人?) de Nobuo Nakagawa : Keinosuke Asaka
- 1957 : Atatsuki no chōsen (暁の非常線?) de Kiyoshi Komori : Masakichi Mashima
- 1957 : Gonin no Hanzaisha (五人の犯罪者?) de Teruo Ishii : Amano
- 1958 : Shōrisha no fukushū (勝利者の復讐?) de Kiyoshi Komori
- 1958 : Sutā dokusatsu jiken (スター毒殺事件?) de Nagayoshi Akasaka
- 1958 : Le Policier et le Fantôme (憲兵と幽霊, Kenpei to yūrei?) de Nobuo Nakagawa
- 1958 : White Line (白線秘密地帯, Shirosen himitsu chitai?) de Teruo Ishii : Kuboki, le propriétaire du bar
- 1959 : Daitoa senso to kokusai saiban (大東亜戦争と国際裁判?) de Kiyoshi Komori
- 1959 : Le Vampire des femmes (女吸血鬼, Onna kyuketsuki?) de Nobuo Nakagawa[2] : Shiro Sofue / Nobutaka Takenaka
- 1959 : Mukeisatsu (無警察?) de Kiyoshi Komori : Kōichi Kitamura
- 1959 : Contes fantastiques de Yotsuya (東海道四谷怪談, Tokaido Yotsuya kaidan?) de Nobuo Nakagawa : Iemon Tamiya
- 1959 : Shizuka nari akatsuki no senjō (静かなり暁の戦場?) de Kiyoshi Komori : le lieutenant Kunii
- 1960 : Black Line (黒線地帯, Kurosen chitai?) de Teruo Ishii : Kōji Machida
- 1960 : Daigyakusatsu (大虐殺?) de Kiyoshi Komori
- 1960 : L'Île qui aspire les femmes (女体渦巻島, Nyotai uzumaki shima?) de Teruo Ishii
- 1960 : La Guerre du Pacifique et le mystère du cuirassé Mutsu (太平洋戦争 謎の戦艦陸奥, Taiheiyō Sensō: Nazo no senkan Mutsu?) de Kiyoshi Komori : commandant du Mutsu[3]
- 1960 : Yellow Line (黄線地帯, Ōsen chitai?) de Teruo Ishii : un gangster
- 1960 : L'Enfer (地獄, Jigoku?) de Nobuo Nakagawa : Shirō Shimizu
- 1960 : Joōbachi to daigaku no ryū (女王蜂と大学の龍?) de Teruo Ishii : Komagata
- 1960 : Dogō suru kyodan (怒号する巨弾?) de Yoshihiro Ishikawa
- 1962 : La Légende de Zatoïchi : Le Masseur aveugle (座頭市物語, Zatōichi monogatari?) de Kenji Misumi : Miki Hirate
- 1962 : Tuer ! (斬る, Kiru?) de Kenji Misumi : Sōshi Tada
- 1962 : Aoba-jō no oni (青葉城の鬼?) de Kenji Misumi : Rokurōbei Kakizaki
- 1963 : Les Chroniques du Shinsengumi (新選組始末記, Shinsengumi shimatsuki?) de Kenji Misumi : Toshizō Hijikata
- 1963 : Daisan no kagemusha (第三の影武者?) de Umetsugu Inoue : Sadamitsu Miki
- 1963 : Le Secret du ninja II (続・忍びの者, Zoku shinobi no mono?) de Satsuo Yamamoto
- 1965 : Kaoyaku (顔役?) de Teruo Ishii : Akira Hanaoka
- 1965 : Le Sabre de la bête (獣の剣, Kedamono no ken?) de Hideo Gosha
- 1965 : Yorū no kunshō (夜の勲章?) de Tetsutaro Murano
- 1966 : La Légende de Zatoïchi : La Vengeance (座頭市の歌が聞える, Zatōichi no uta ga kikoeru?) de Tokuzō Tanaka : Genpachiro Kurobe
- 1966 : Nemuri Kyōshirō buraiken (眠狂四郎無頼剣?) de Kenji Misumi : Aizen
- 1966 : Yakuza (893) gurentai (893愚連隊?) de Sadao Nakajima : Sugiyama Hidori
- 1966 : Otoko no shōbu (男の勝負?) de Sadao Nakajima
- 1967 : Brassard noir dans la neige (雪の喪章, Yuki no moshō?) de Kenji Misumi : Guntaro
- 1967 : Tōkyō bakuto (東京博徒?) de Kimiyoshi Yasuda
- 1967 : Otoko no shōbu: Niō no irezumi (男の勝負 仁王の刺青?) de Norifumi Suzuki : Isaburō Takii
- 1967 : Kyōkaku-dō (侠客道?) de Norifumi Suzuki
- 1967 : Shōbu inu (勝負犬?) de Yoshio Inoue
- 1967 : Hayauchi inu (早射ち犬?) de Tetsutaro Murano
- 1968 : Kamikaze Club (恐喝こそわが人生, Kyōkatsu koso waga jinsei?) de Kinji Fukasaku
- 1971 : Otoko no sekai (男の世界?) de Yasuharu Hasebe
- 1971 : Kimi ha umi wo mitaka (君は海を見たか?) de Yoshio Inoue
- 1972 : Shokin kubi: Isshun hachi-nin giri (賞金首 一瞬八人斬り?) de Shigehiro Ozawa
- 1979 : Hakuchyu no shikaku (白昼の死角?) de Tōru Murakawa : Fukunaga
- 1980 : 203 kōchi (二百三高地?) de Toshio Masuda : Kentaro Kaneko
- 1983 : Jotei (女帝?) d'Ikuo Sekimoto
- 1983 : La Bestia y la espada mágica de Paul Naschy : Kian